# Complot de Garraf
El complot de Garraf fou un atemptat frustrat contra la vida del rei Alfons XIII d'Espanya, planejat per Bandera Negra, sota l'organització d'Estat Català dirigida per Marcel·lí Perelló i Domingo, i que s'havia de dur a terme durant la visita prevista del rei a Barcelona des del 26 de maig de 1925.
El pla original consistia a llançar una bomba dins de l'automòbil del monarca, el 29 de maig, en el seu pas per la plaça de Catalunya, amb suport del Grup dels Set. Per a tal acció fou designat Jaume Julià. Julià, tanmateix, no comparegué a l'hora prevista. Després es va saber que el pare d'en Julià va descobrir l'afer i li va impedir participar-hi (Julià tenia vint anys). En aquestes condicions va ser designat un substitut, que segons algunes fonts fou Miquel Ferrer i Sanxis i segons d'altres Jaume Miravitlles. En qualsevol cas, sembla que el rei no va obrir la finestreta, malgrat els crits de "¡Viva España, viva el rey!" que llançava el soldat amb l'estri explosiu camuflat dins un ram de flors.
L'acció degué ser cancel·lada i s'activà el pla alternatiu, que consistia a fer volar el tren reial el 30 de maig al seu pas per la foradada del Garraf. La proposta provenia d'Enric Fontbernat i de l'anomenat Grup dels Set (del qual formava part juntament amb Abelard Tona i Nadalmai, Miquel Ferrer, Antoni Arguelaguet, Ramon Saguers i Ramon Fabregat). Perelló la va acceptar. L'escamot Roell de Bandera Negra ja estava preparat per a dur-lo a terme. Era format pel mateix Perelló, Miquel Badia i Capell, Jaume Julià, Emili Granier Barrera, Ramon Xammar, Santiago Balius, J. Garriga i Holgado. Més tard s'hi uniren Jaume Miravitlles i Navarra i Enric Fontbernat, que proporcionaren l'explosiu. Segons altres fonts, la bomba havia estat confeccionada per Francesc Ferrer i Torrents. Jaume Compte i Canelles també s'hi apuntà.
Tanmateix, per una delació, foren descoberts per la policia, i detinguts. Això proporcionà al govern de Miguel Primo de Rivera una excusa per a dur a terme una forta repressió contra el catalanisme, arrestant nombrosos membres d'Unió Catalanista, Estat Català i Acció Catalana.

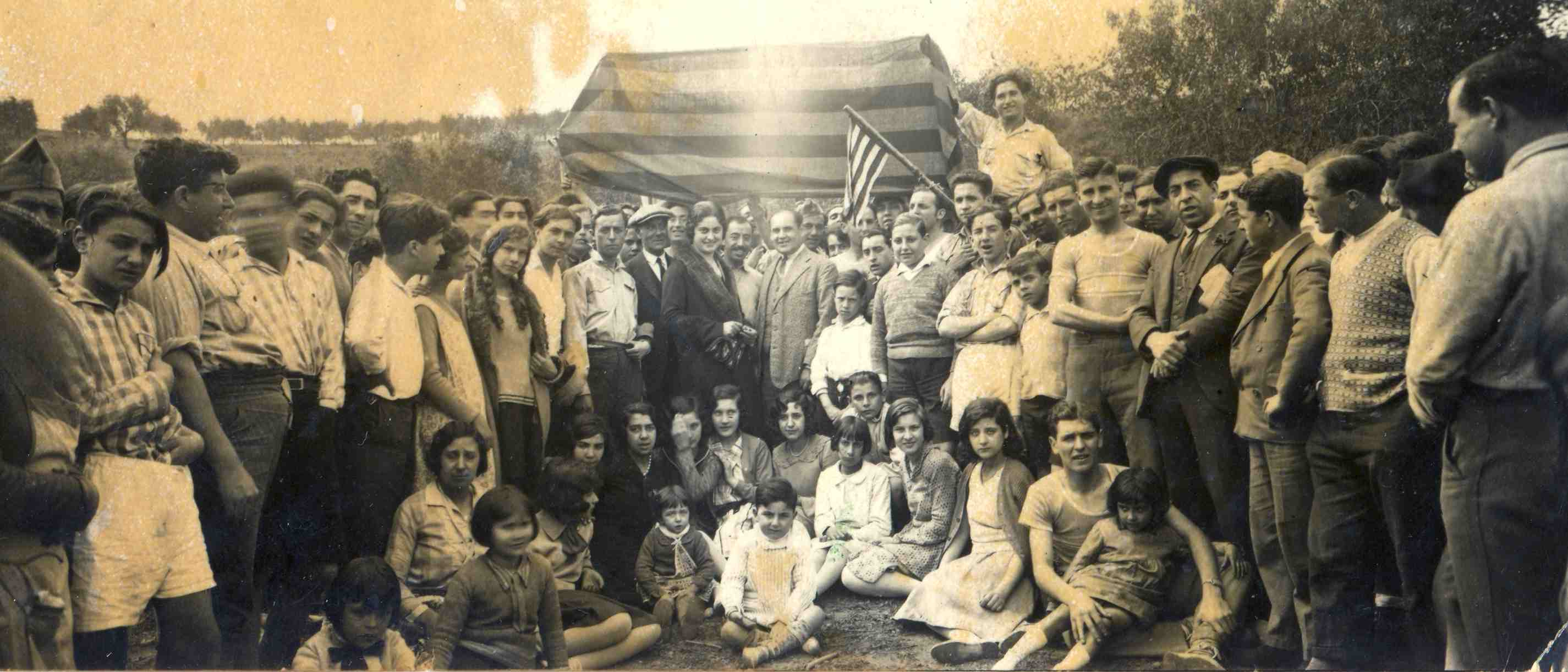
Un dels aplecs festius per l'alliberament d'en Marcel·lí Perelló, el 1r d'abril de 1930. El mateix Marcel·lí és al centre de la fotografia, junt amb la seva promesa Edelmira Valls

El juliol del 1925 foren duts a judici Jaume Compte i Canelles, Marcel·lí Perelló i Domingo, Jaume Julià, Miquel Badia i Capell, Deogràcies Civit i Vallverdú, Francesc Ferrer i Torrents, J. Garriga, Emili Granier Barrera, Ramon Fabregat i Arrufat i Antoni Arguelaguet. Aquests tres darrers foren posats en llibertat sota fiança i van fugir. Els advocats defensors foren Josep Bordes i Gebhart, Santiago de Riba i d'Espanya, Rafael Closas i Cendra, Joan Moles i Ormella, Antoni Sansalvador i Castells, Ferran de Sagarra i de Siscar, Candi Cervera i Joaquim Degollada i Capdaigua. El procediment judicial restà en mans de militars, que foren acusats de no respectar el procediment legal, de torturar els detinguts i d'irregularitats i contradiccions en el sumari. Finalment, Jaume Compte fou condemnat a la pena de mort per garrot vil, pena que li fou commutada, juntament amb Perelló, Julià i Garriga per la de cadena perpètua. Badia, Civit i Ferrer foren condemnats a 12 anys de privació de la llibertat. Tots els empresonats foren amnistiats quan va finir la dictadura de Primo de Rivera, el 1930.